# Marguerite Delchef
Marguerite Delchef, née le 19 mai 1874 à Liège (Belgique) et morte le 6 novembre 1964 dans cette même ville, est une militante féministe belge, première femme étudiante et diplômée en philologie romane de l'université de Liège et la première femme acceptée à l’Assemblée wallonne. Elle a milité au sein du mouvement wallon ainsi qu'en faveur du suffrage universel pour les femmes.

## Biographie

### Jeunesse
Marguerite Delchef est née à Liège le 19 mai 1874. Elle est la fille d'André Delchef. Elle réalise ses études de philologie romane à l'université de Liège, d'où elle sort diplômée en 1900. Elle est alors la première étudiante et la première diplômée de cette section dont l'ouverture est récente à Liège.  Elle épouse ensuite Alexandre Horion, avec qui elle eut un fils : Paul né en 1902, décédé en 1970 que l'on compta parmi les militants autonomistes wallons.  

### L'Union des femmes de Wallonie
Elle cofonde en 1912 (28 octobre) avec Léonie de Waha l'Union des femmes de Wallonie, dont elle devient la présidente en 1926. Le groupe, depuis 1913, édite un Bulletin trimestriel. Elle est la principale rédactrice, aux côtés d'Emma Protin-Lambotte et de Marie Delcourt, du bimestriel La Femme Wallonne, bulletin édité par l'Union des femmes de Wallonie de 1920 à 1936, qui a pour ambition la défense de l'émancipation des femmes et du mouvement wallon.

### La Fédération belge des femmes universitaires
En 1921, Marguerite Delchef fonde avec Marie Derscheid la section liégeoise de la Fédération belge des femmes universitaires qu'elle préside pendant l'entre-deux-guerres. 
Elle est la première femme (suivie de près en 1921 par Emma Lambotte) à devenir membre de l'Assemblée wallonne en 1919 (elle représente l’arrondissement d’Arlon-Marche-Bastogne de 1919 à 1923), qu'elle quittera dès 1923 lors du départ de Jules Destrée et des fédéralistes.
Marguerite Delchef continue à militer, même après la dissolution de l'Union des femmes de Wallonie en 1936, pour le droit des femmes au suffrage universel (acquis en 1948) et le droit des femmes au travail. Dans le cadre des restrictions du suffrage, une enquête est publiée auprès des lectrices en juin 1924 concernant l'extension aux femmes et en 1931 relatif aux pratiques mondiales de vote. Marguerite Delchef soutient le droit au travail des femmes et l'égalité de salaire lors de deux conférences organisées à Liège (3 et 18 janvier 1935). 
Elle meurt en 1964 à Liège.